# AAA (videogiochi)

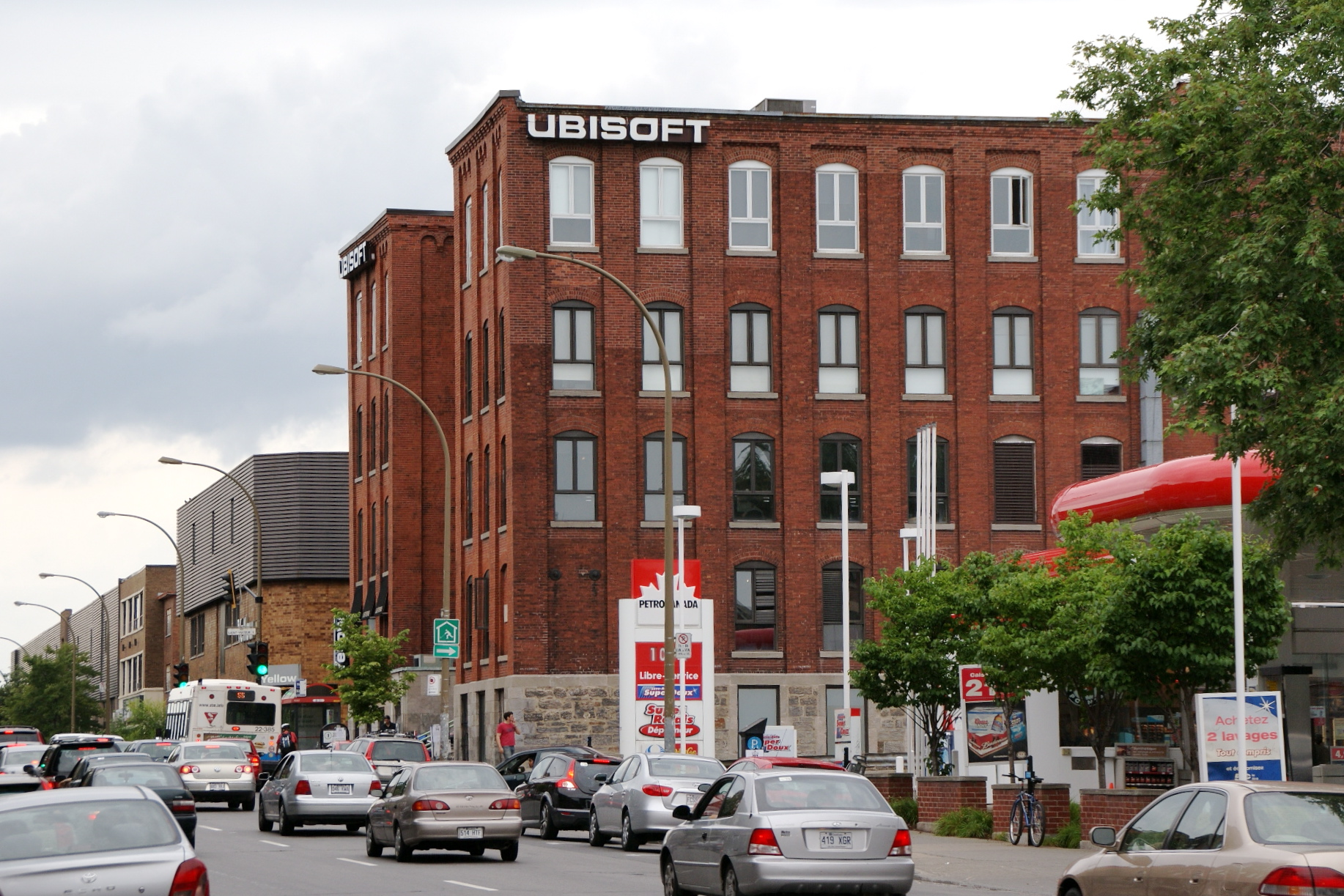
Ubisoft Montreal è un esempio di azienda Tripla A nel settore videoludico.

AAA (pronunciato e talvolta scritto Tripla A) è una classificazione informale utilizzata per i videogiochi prodotti e distribuiti da un editore di medie o grandi dimensioni, in genere con budget di sviluppo e marketing particolarmente elevati.

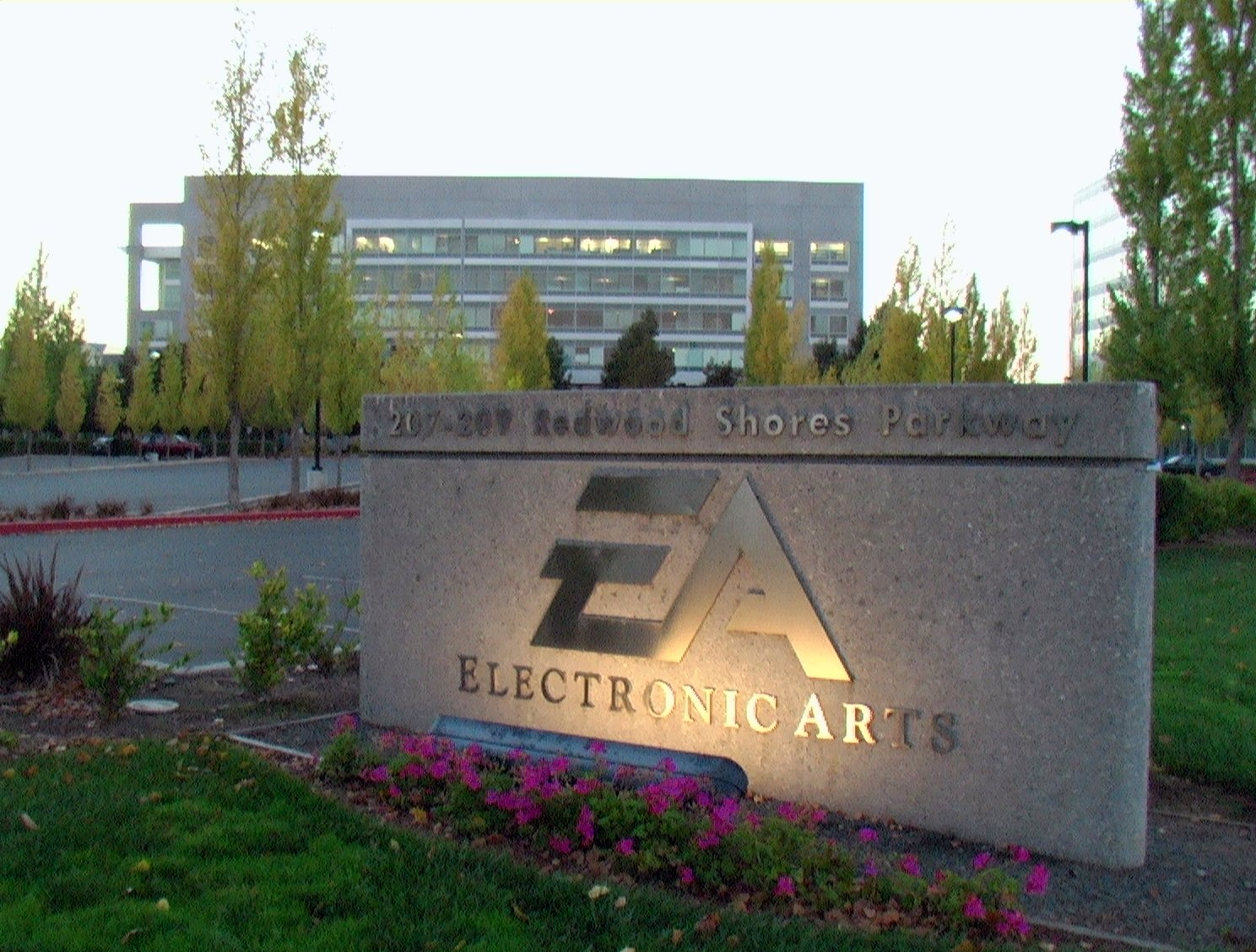
Electronic Arts è un esempio di azienda Tripla A nel settore videoludico.

Verso la metà degli anni 2010, è stato introdotto il termine "AAA+" per designare giochi simili ai AAA in grado di generare entrate supplementari nel corso del tempo utilizzando metodi software as a service (SaaS), come tessere stagionali o pacchetti di espansione.

## Storia
Il termine "AAA" iniziò ad essere utilizzato alla fine degli anni novanta, quando alcune società di sviluppo adoperarono tale espressione alle convention a tema videoludico negli Stati Uniti.
Uno dei primi videogiochi ad essere prodotto su scala blockbuster (AAA) è stato Final Fantasy VII (1997) di Squaresoft, il cui sviluppo era costato circa 40-45 milioni di dollari statunitensi, il che lo rese il gioco più costoso mai prodotto fino ad allora. La sua costosa campagna pubblicitaria era senza precedenti per un videogioco, con un budget di produzione e marketing stimato in 80-145 milioni di dollari. Il suo budget di produzione è stato successivamente superato da Shenmue di Sega AM2, che si stima sia costato 47-70 milioni.
Dalla settima generazione di console per videogiochi (fine anni 2000), lo sviluppo di giochi AAA su console Xbox 360 o PlayStation 3 è arrivato a costare da 15 a 20 milioni, e alcuni sequel hanno raggiunto budget totali ancora più elevati, ad esempio si stima che Halo 3 abbia avuto un costo di sviluppo di 30 milioni di dollari e un budget di marketing di 40 milioni. Secondo un libro bianco pubblicato per i giochi EA (Dice Europe), la settima generazione ha visto una contrazione del numero di case di sviluppo di videogiochi in grado di creare titoli di livello AAA, da circa 125 a circa 25, ma un aumento di circa quattro volte del personale richiesto per lo sviluppo del gioco.
I titoli Tripla A prodotti durante la fine degli anni novanta e l'inizio degli anni 2000 hanno portato un cambiamento verso giochi più basati sulla narrativa in grado di mescolare elementi di narrazione con il gameplay. La precedente adozione diffusa di supporti ottici dall'inizio degli anni novanta aveva portato elementi come filmati, e i progressi nella grafica 3D in tempo reale a metà degli anni novanta hanno ulteriormente spinto nuovi modi di presentare le storie; entrambi gli elementi sono stati incorporati in Final Fantasy VII. Con budget più ampi, gli sviluppatori sono stati in grado di trovare nuovi modi innovativi per presentare la narrativa come parte diretta del gameplay piuttosto che intervallati in filmati pre-renderizzati, con Half-Life uno dei primi di questi nuovi giochi narrativi a eliminare quasi i filmati a favore di meccanismi di narrazione interattiva.
Durante la settima generazione, i giochi AAA (o "blockbuster") avevano un livello di marketing simile a quello dei film di alto profilo, con la televisione, i cartelloni pubblicitari e la pubblicità sui giornali; è stata anche osservata un corrispondente aumento di sequel e reboot, al fine di ridurre al minimo il rischio. I costi alla fine della generazione erano saliti fino a centinaia di milioni di dollari: il costo stimato di Grand Theft Auto V era di circa 265 milioni di dollari. Le stesse condizioni hanno anche guidato la crescita dei giochi indie, dove i costi inferiori hanno consentito l'innovazione e l'assunzione di rischi.
Intorno al periodo di transizione dalla settima all'ottava generazione di console, il costo dello sviluppo AAA era considerato da alcuni una minaccia per la stabilità del settore: il fallimento di un singolo gioco nel soddisfare i costi di produzione era infatti in grado di portare al fallimento di uno studio: Radical Entertainment venne chiusa dalla società madre Activision nonostante avesse venduto circa 1 milione di unità su console in un breve periodo dopo la pubblicazione. Il game director di Ubisoft Alex Hutchinson descrisse il modello di franchising AAA come potenzialmente dannoso, affermando che pensava che portasse a prodotti testati da focus group volti a massimizzare i profitti, o una spinta verso una fedeltà grafica e un impatto sempre più elevati sacrificando la profondità il gameplay.
L'ottava generazione di console per videogiochi ( PlayStation 4, Xbox One, Wii U ) ha visto ulteriori aumenti dei costi e del personale: in Ubisoft, lo sviluppo di giochi AAA ha coinvolto da 400 a 600 persone per giochi open world, suddivisi in più località e paesi.
Lo sviluppo dei giochi AAA è stato identificato come un ambiente in cui sono particolarmente evidenti i tempi stretti e altre pressioni lavorative che influiscono negativamente sui dipendenti.

## Termini correlati

### AAA+
Nell'uso generale, il termine " AAA+" (Tripla A Plus) può riferirsi a un sottoinsieme di giochi AAA che sono i più venduti o hanno i valori di produzione più alti. Tuttavia, ci sono almeno due significati più specifici.
Il primo descrive i giochi AAA con ulteriori possibilità di entrate, generalmente tramite acquisti oltre al costo del gioco base. Il desiderio di redditività ha spinto gli editori a cercare modelli di entrate alternativi, in cui i giocatori hanno continuato a contribuire alle entrate dopo l'acquisto iniziale, tramite modelli premium, DLC, pass online e altre forme di abbonamento. A metà degli anni 2010 i grandi editori hanno iniziato a concentrarsi sui giochi progettati per avere una coda lunga in termini di entrate dai singoli consumatori, simile al modo in cui i giochi MMO generano entrate - questi includevano quelli con contenuti di espansione o pass stagionale come Destiny, Battlefield, e la serie Call of Duty; e quelli che hanno generato entrate dalla vendita di oggetti di gioco, a volte puramente cosmetici, come Overwatch o League of Legends. I titoli di questo tipo vengono talvolta denominati "AAA+". Nel 2016, Gameindustry.biz ha descritto i giochi AAA + come prodotti che "combinano i valori di produzione AAA e l'estetica con i principi del Software as a Service (SaaS) per mantenere i giocatori impegnati per mesi o addirittura anni".

### III
"III" ( Tripla I ) è stato utilizzato per riferirsi a giochi finanziati in modo indipendente ("indie") che soddisfano un livello di qualità analogo nel loro campo; vale a dire, giochi indipendenti che hanno budget, portata e ambizione relativamente elevati; spesso il team di sviluppo include personale che ha esperienza di lavoro su titoli AAA completi.
Esempi di giochi III includono Ancestors: The Humankind Odyssey, Hellblade: Senua's Sacrifice e The Witness.

### AAAA
A partire dal 2020, prima del lancio di PS5 e Xbox Series X, due studi hanno iniziato a utilizzare il termine AAAA (Quadrupla A) per descrivere i prossimi giochi in fase di sviluppo. Lo studio di Microsoft, The Initiative, ha affermato di essere al lavoro su un gioco AAAA, mentre Ubisoft ha annunciato Beyond Good and Evil 2 e Skull & Bones sarebbero stati entrambi giochi AAAA. Nonostante gli annunci, non esiste una definizione concordata per il termine AAAA o cosa esso comporti. Olivia Harris di ScreenRant ha osservato nel settembre 2020 che "[il] termine AAAA è circolato negli ultimi mesi online, ma non è stato adottato dall'industria dei giochi in generale", aggiungendo che "ciò che significa una designazione AAAA è ancora poco chiaro, poiché nulla deve ancora superare l'ambito di un titolo AAA. Con la prossima generazione di console che verrà resa disponibile entro la fine dell'anno, forse questo nuovo livello di tecnologia introdurrà una nuova ondata di giochi oltre l'attuale standard del settore così come è attualmente, o forse è solo l'ultima parola d'ordine auto-esaltante evocata per aiutare i giochi a distinguersi nel loro campo incredibilmente competitivo".